# Radvanice (Hradec Králové)
Radvanice é uma comuna checa localizada na região de Hradec Králové, distrito de Trutnov‎.